# Jean-Nicolas Houchard
Jean-Nicolas Houchard, francoski general, * 1740, † 1793.
1. 1 2 3  Record #1019761261 // Gemeinsame Normdatei — 2012—2016.